# 눈보라 체이스
《눈보라 체이스》(일본어: 雪煙チェイス)는 히가시노 게이고의 2016년작 장편 추리소설이다. 대한민국에는 소미미디어에서 양윤옥 번역으로 출간되었다.
원서로는 '설산 시리즈'의 네 번째 작품이지만, 대한민국에는 《연애의 행방》보다 앞서 세 번째로 출간되었다.

## 시놉시스
스노보드 마니아 다쓰미는 취업 전 마지막 겨울을 원없이 불태우려 니가타의 스키장으로 향한다. 출입 금지 구역에서의 짜릿한 스노보딩도 잠시, 도쿄로 돌아오니 갑자기 살인 용의자가 되어 경찰이 집을 에워싸고 있다. 다쓰미는 대수롭지 않은 일로 여기지만, 법학도 친구 나미카와는 상황의 법리적 심각성을 알리며 당장 무죄를 입증할 증거를 찾아야 한다고 재촉한다. 다쓰미는 자신의 알리바이를 증명해줄 유일한 사람은 살인사건 발생일 새벽, 스키장에서 우연히 만난 미인 스노보더 한 명 뿐이라는 사실을 깨닫는다. 두 사람은 다른 동아리 부원의 차를 빌려, 그녀가 '홈그라운드'라고 언급한 전국 최대 사토자와 온천 스키장으로 무작정 떠난다.

## 등장인물

### 다쓰미의 친구들
- 와키사카 다쓰미(脇坂 竜実): 가이메이 대학 경제학부 4학년생. 한 달 전까지 후쿠마루가에서 시바견 '페로'를 산책시키는 아르바이트를 하고 있었는데, 실수로 개를 죽게 한 뒤에 해고되었다. 사건 전날 후쿠마루가를 방문하여 비상열쇠에 손을 댄 것 때문에 용의자로 몰린다.
- 나미카와 쇼고: 다쓰미와 같은 동아리 친구. 법학과.
- 마쓰시타 히로키: 다쓰미의 옆집에 사는 같은 학년 친구. 공학부. 살인 용의자로 몰린 다쓰미를 모른 척해준다.
- 후지오카: 다쓰미의 동아리 후배. '여신'을 찾으러 가는 다쓰미와 나미카와에게 차를 빌려준다.
- 고마이 다모쓰: 다쓰미와 같은 경제학부인 학생.

### 후쿠마루 일가
- 후쿠마루 진키치: 바둑이 취미여서 혼자 바둑을 두곤 한다.
- 후쿠마루 가요코: 진키치의 맏며느리. 시체의 제1발견자로, 마트 파트타임을 마치고 귀가하여 시아버지를 발견했다.
- 후쿠마루 히데오: 진키치의 장남.

### 사토자와 온천스키장
- 네즈 쇼헤이(根津 昇平): 패트롤 대원
- 세리 치아키(瀬利 千晶)
- 나루미야 리오
- 나루미야 하즈키
- 나가오카 신타: 후배 패트롤 대원

### 경시청
- 고스기 아쓰히코: 센다이 출장을 마치자마자 후쿠마루가 살인사건에 휘말려 용의자인 와키사카 다쓰미를 뒤쫓게 된다.
- 시라이: 고스기의 후배. 학창 시절의 럭비 경력으로 체격이 좋다. 식탐이 강해 다른 사람이 출장을 가면 그 지역 특산품을 검색해보는 버릇이 있다.
- 난바라: 계장.
- 오와다: 형사과장. 각진 얼굴과 굵은 눈썹 때문에 '게다짝'이라는 별명으로 불린다. 자신보다 먼저 출세한 동기 하나비시 팀장에게 열등감을 갖고 있다.
- 하나비시: 본청 수사1과 7팀장. 오와다 과장과 경찰학교 동기이다.